# Pangguruan
Pangguruan is een bestuurslaag in het regentschap Dairi van de provincie Noord-Sumatra, Indonesië. Pangguruan telt 1955 inwoners (volkstelling 2010).